# Saint-Wandrille-Rançon

Saint-Wandrille-Rançon este o comună în departamentul Seine-Maritime, Franța. În 1 ianuarie 2018 avea o populație de 1.210 de locuitori.